# Julius Kiptoo
Julius Kiptoo (* 4. September 1977) ist ein kenianischer Mittel- und Langstreckenläufer.
2008 siegte er beim nationalen Ausscheidungsrennen über 10.000 m für die Leichtathletik-Afrikameisterschaften in Addis Abeba, bei der er Sechster wurde. Kurz danach gewann er den 10-km-Lauf des Ottawa Race Weekends in 28:37 min, wobei heftiger Gegenwind eine bessere Zeit verhinderte.

## Persönliche Bestzeiten
- 1500 m: 3:35,06 min, 13. August 1997, Zürich
- 1 Meile: 3:53,53 min, 3. September 1997, Rieti
- 2000 m: 4:55,21 min, 5. Juni 1998, Mailand
- 3000 m: 7:36,62 min, 22. August 1997, Brüssel
- 5000 m: 13:06,12 min, 5. Juni 1997, Rom
- 10.000 m: 27:30,04 min, 18. Dezember 1997, Melbourne
- 3000 m Hindernis: 8:15,88 min, 1. Juli 1997, Bellinzona